# Maame Biney
Maame Biney (* 28. Januar 2000 in Accra, Ghana) ist eine ghanaisch-US-amerikanische Shorttrackerin. Sie war 2018, als erste schwarze Speedskaterin in einem US-Olympiateam Teilnehmerin der Olympischen Spiele.

## Leben
Biney wurde in Accra, Ghana, geboren. Im Alter von fünf Jahren zog sie in die Vereinigten Staaten, um bei ihrem Vater zu leben. Als sie sechs Jahre alt war, begann Biney in Nordvirginia mit dem Eislaufen. Sie begann mit dem Eiskunstlauf, wechselte aber auf Empfehlung eines Trainers zum Eisschnelllauf.
Biney gewann 2017 die Bronzemedaille über 500 Meter bei den Shorttrack-Juniorenweltmeisterschaften in Innsbruck. Sie gab ihr Debüt in der Seniorenmannschaft später in diesem Jahr, als sie den America’s Cup bei der Qualifikation zum U.S. Speedskating Short Track World Cup gewann. Am 16. Dezember 2017 qualifizierte sich Biney für die Olympischen Winterspiele 2018 in Pyeongchang, indem sie die 500 Meter bei den Olympischen Qualifikationen der USA gewann und damit nach dem in Madagaskar geborenen Biathleten Dan Westover 1998 die zweite in Afrika geborene Athletin wurde, die die USA bei den Olympischen Winterspielen vertrat.
Bei den Olympischen Spielen 2018 kam Biney über die 1500 Meter nicht über ihren Qualifikationslauf hinaus und wurde im Viertelfinale aus dem 500-Meter-Rennen verdrängt.
Nach ihrer Rückkehr von den Olympischen Spielen 2018 schnitt Biney bei den Shorttrack-Juniorenweltmeisterschaften in Tomaszów Mazowiecki gut ab und gewann Gold über 500 Meter, Bronze über 1000 Meter und Bronze in der Gesamtwertung.
Bei den Vier-Kontinente-Meisterschaften im Januar 2020 in Montreal gewann sie die Bronzemedaille über 1500 Meter.